# Union démocratique du Pays valencien
Pour les articles homonymes, voir Union démocratique.
Ne doit pas être confondu avec Unitat del Poble Valencià.
Union démocratique du Pays valencien (en catalan : Unió Democràtica del País Valencià, UDPV) est un ancien parti politique du Pays valencien d'idéologie valencianiste et démocrate chrétienne, fondé en 1962.

## Histoire

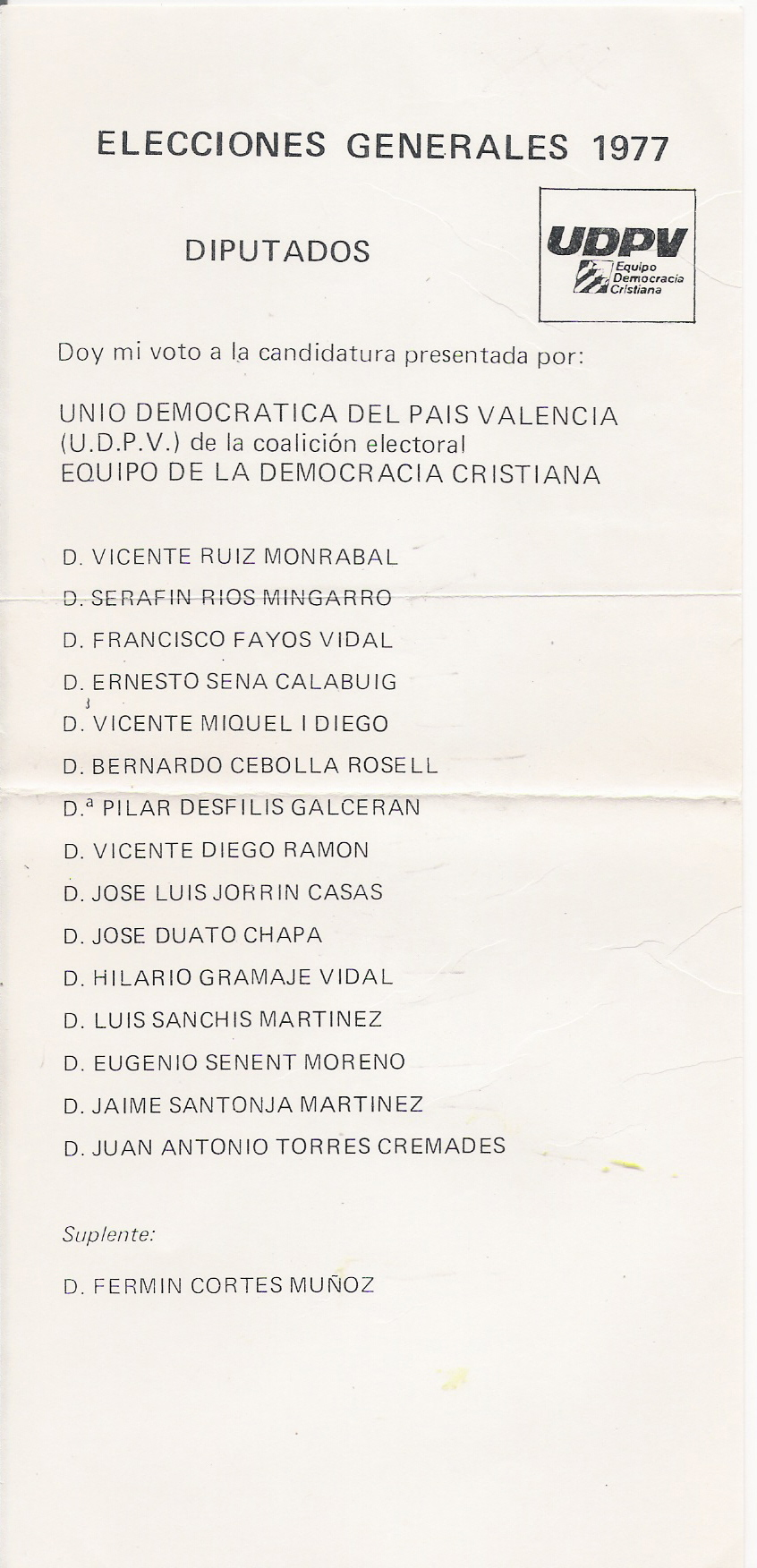
Liste d'UDPV au Congrès pour la province de Valence aux élections générales de 1977.

Le parti fut tout d'abord créé dans la clandestinité durant le franquisme sous le premier nom d'Unió Democràtica del Poble Valencià (Union démocratique du peuple valencien) le 2 juin 1965, à l'athénée mercantile de Valence. Son origine réside dans les contacts établis à l'université de Valence entre les membres de diverses plates-formes valencianistes regroupés dans l'Aula Ausiàs March comme Vicent Miquel i Diego, Rafael Ninyoles, Josep Raga, Lluís Alpera, Ernest Serna et Màrius Viadel, dont la majorité était d'inspiration démocrate-chrétienne.
Après son congrès fondateur, au cours duquel fut approuvée une déclaration de principes, UDPV assista aux premières journées de l'Equipo Demócrata Cristiano del Estado Español (Équipe démocrate-chrétienne de l'État espagnol) célébrées en 1966 à l'abbaye de Montserrat. Le 16 avril 1967, UDPV signa un pacte de collaboration avec le parti catalan Union démocratique de Catalogne. Il participa aux côtés de militants communistes à la campagne contre le référendum franquiste de 1968 et maintint des contacts avec le Partit Socialista Valencià. Au cours des années 1960, il utilisa comme bulletin interne la revue Al Vent, qui publia 17 numéros sous la protection du diocèse de Segorbe-Castellón entre 1964 et 1968.
Ne rassemblant au départ qu'une cinquantaine de militants, sa base s'élargit avec l'incorporation en 1972 de personnalités remarquables issues de la Joventut Agrícola i Rural Catòlica (Jeunesse agricole et rurale catholique), comme Vicent Ruiz Monrabal, Francesc Fayos, Vicent Diego ou Empar Escrivà, ainsi que d'anciens militants d'organisations valencianistes de la Seconde République comme Droite régionale valencienne (comme Joaquim Maldonado i Almenar, Josep Duato i Chapa, Vicent Andreu et Andreu Escrivà, qui intégrèrent le parti le 17 septembre 1974) ou d'Acció Nacionalista Valenciana (comme Robert Moròder, Antoni Senent Micó ou Francesc Soriano Bueso).
En 1974 et 1976, il célébra ses second et troisième congrès. Vers la fin du franquisme, UDPV participa à divers regroupements valenciens d'opposition au franquisme comme la Taula Democràtica del País Valencià de 1972 (Table démocratique du Pays valencien), le Consell Democràtic del País Valencià de 1975 (Conseil démocratique du Pays valencien) ou la Taula de Forces Polítiques i Sindicals del País Valencià (Table de forces politiques et syndicales du Pays valencien).
Aux élections générales espagnoles de 1977, il se présenta au sein de l'Equipo de la Democracia Cristiana, mais n'obtint que 48 463 votes au Pays valencien — 2.6 % des suffrages exprimés —, et aucun représentant parlementaire, des résultats en conformité avec ceux de la démocratie chrétienne dans toute Espagne, dans l’ensemble mauvais à l’exception du Pays basque. À la suite de cet échec, le parti disparut de la scène politique et certains de ses membres intégrèrent à titre individuel l'UCD, ou encore le PNPV,.